# Arvo Tigerstedt
Arvo Selim Tigerstedt, född 21 mars 1899 i Helsingfors, död 19 september 1969 i Tusby, var en finländsk serietecknare och sportjournalist.
Tigerstedt, som använde sig av pseudonymen Tiikeri, nådde stor popularitet med sina serier under mellankrigstiden. Han tecknade 1923–1931 för Suomen Urheilulehti och 1929–1957 för Helsingin Sanomat. Han gjorde mestadels humoristiska sportserier, men även serier om bland annat Jean Sibelius och Urho Kekkonen. Totalt 14 seriealbum utkom 1931–1944 och en samling med olympiadanknytning, Tiikerin rengasmatka viisissä olympialaisissa, utgavs 1960.
Tigerstedt, som i ungdomen var en lovande friidrottare med höjdhopp som specialitet (FM-brons 1925), verkade även som reklamtecknare och formgivare av idrottsföreningsmärken.